# ヤープ・デ・ホープ・スヘッフェル
ヤープ・デ・ホープ・スヘッフェル（Jaap de Hoop Scheffer, 1948年4月3日 - ）はオランダの政治家。第11代北大西洋条約機構(NATO)事務総長。法律上の名はヤコブ・ヘイスベルト・デ・ホープ・スヘッフェル（Jakob Gijsbert de Hoop Scheffer）。

## 経歴
1948年アムステルダムに生まれた。デ・ホープ・スヘッフェルはライデン大学において法律を学んだ。オランダ空軍での兵役を終えた後、彼は予備役将校となり、1976年から1986年まで外務省で働いた。初めの2年間、彼はガーナのオランダ大使館に駐在した。その後に、彼は1980年まで、ブリュッセルの北大西洋条約機構（NATO）本部のオランダ代表部で働いた。
彼は民主66（D66）の党員であったにもかかわらず、1982年にキリスト教民主アピール（CDA）の党員となった。1986年の選挙で、彼は第二院議員に選出された。彼は党の外交問題担当のスポークスマンとなった。1997年から2001年までの間、彼は上院におけるCDA議員団の責任者であった（当時CDAは野党であった）。この時の働きにより、彼は党首に選ばれた。
2002年選挙の候補者リストが決定されるとき、CDA党首としての彼の地位は不安定なものとなった。党議長マルニクス・ファン・レー（Marnix van Rij）との権力闘争の後、デ・ホープ・スヘッフェルは党首を辞任した。ヤン・ペーター・バルケネンデが彼の後任となり、2002年5月15日の選挙では、CDA候補者リストのトップとなった。

### 外務大臣
この選挙でCDAは勝利し、新政権の樹立に向けて指導的役割を引き受けた。新首相バルケネンデは、短命であった第1次内閣の外相として、デ・ホープ・スヘッフェルを任命した。2003年1月22日の選挙後の第2次内閣でも、彼は引き続きその職にあった。
2003年の、デ・ホープ・スヘッフェルとバルケネンデによってその大部分が決められたオランダの外交政策は、イラク戦争の承認で特徴付けられた。しかし、その外交の定式（「政治的」に支援するが「軍事的」には支援しない）は、曖昧な性格を持つものであった。
2003年にはオランダ外相として、デ・ホープ・スヘッフェルは欧州安全保障協力機構（OSCE）の議長（Chairman-in-Office）を務めた。

### NATO事務総長

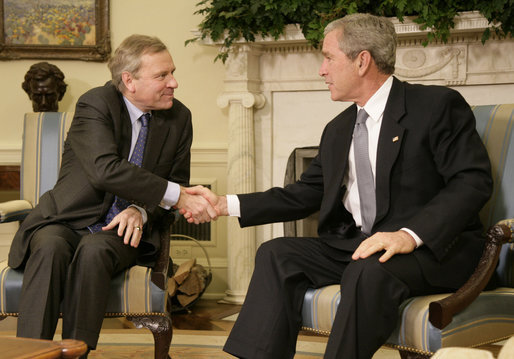
ヤープ・デ・ホープ・スヘッフェル（左）と、ジョージ・W・ブッシュ

彼は2004年1月5日、ジョージ・ロバートソン（任：1999年-2003年）の後任として、第11代NATO事務総長となった。決定の発表は2003年9月22日にされた。事務総長としてデ・ホープ・スヘッフェルは、アフガニスタンにおける国際治安支援部隊（ISAF）のようなNATO活動へのさらなる貢献をNATO加盟各国に強く求めていた。2009年8月1日に退任。